# Niko en de Vliegende Brigade
Niko en de Vliegende Brigade (oorspronkelijke titel: Niko – Lentäjän poika) is een Finse animatie-kerstfilm uit 2008 met Deense, Duitse en Ierse coproducenten. De film ging op 22 op september in Rovaniemi in première. In 2012 verscheen het vervolg Niko 2.

## Verhaal
Niko, een jong rendier, leeft samen met zijn moeder Oona bij een kudde rendieren in Scandinavië. Niko is een buitenbeentje, maar zijn moeder vertelt hem dat zijn vader bij de vliegende brigade zit waardoor hij niet bij zijn gezin kan zijn. De rendieren in de vliegende brigade kunnen vliegen en gebruiken die gave om de slee van de Kerstman te laten vliegen. Niko trekt samen met zijn vriend Julius - een vliegende eekhoorn - en de kleine marter Wilma naar de berg van de Kerstman op zoek naar zijn vader. Ondertussen is er ook een uitgehongerde wolvenroedel onder leiding van de Zwarte Wolf onderweg. Niko moet zien te verhinderen dat de wolven de Kerstman opeten. Dit lukt en de Zwarte Wolf sterft. Prancer blijkt Niko's vader te zijn.

## Rolverdeling
| Personage                | Stem (Nederlandse/Vlaamse versie) | Stem Engelstalige versie | Stem (originele versie) |
| ------------------------ | --------------------------------- | ------------------------ | ----------------------- |
| Niko                     | Felix Peeters                     | Andrew McMahon           | Olli Jantunen           |
| Julius                   | Urbanus                           | Norm Macdonald           | Hannu-Pekka Björkman    |
| Wilma                    | Els De Schepper                   | Emma Roberts             | Vuokko Hovatta          |
| de zwarte wolf           | Cees Geel                         | Alan Stanford            | Vesa Vierikko           |
| Specs                    | Chris Zegers                      | Paul Tylak               | Risto Kaskilathi        |
| Smiley                   | Daniël Boissevain                 | Gavin Morgan             | Jussi Lampi             |
| Oona                     | An Miller                         | Susan Slott              | Elina Knihtilä          |
| Opa                      | Bert Geenen                       | Patrick Fitzsymons       | Aarre Karen             |
| Saga                     | Magali Lybeert                    | Carly Baker              | Juulia Ronkko           |
| Rendierjongen            | Matthias Lybeert                  | Tiernan Surlis           | Arttu Hamalainen        |
| Rendiermeisje            | Jasper Bostoen                    | Heather Keegan           | Ilmari Huhtala          |
| Leider Vliegende Brigade | Herbert Flack                     | Patrick Fitzsymons       | Tommi Korpela           |
| Essie de poedel          | Georgina Verbaan                  | Susan Zelouf             | Minttu Mustakallio      |
| Intercom                 | Lore Desmet                       | Danna Davis              | Miia Nuutila            |

De overige stemmen van de Vliegende Brigade worden in de Nederlandse/Vlaamse versie ingesproken door Peter Van De Veire, Wim Oosterlinck, Bert Geenen, Jan Hautekiet, Frank Van Mechelen en Eric Wirix.
De overige stemmen van de Vliegende Brigade worden in de Engelstalige versie ingesproken door Paul Tylak, Patrick Fitzsymons en Morgan Jones.
De overige stemmen van de Vliegende Brigade worden in de Finse/originele versie ingesproken door Kari Hietalahti, Mika Ala-Panula, Risto Kaskilahti, Jussi Chydenius en Janus Hanski.

## Achtergrond
Bij het uitkomen van deze film, was het de duurste film uit de Finse filmgeschiedenis. Big Game passeerde dit in 2014.